# Dolichopus aurifacies
Dolichopus aurifacies är en tvåvingeart som beskrevs av Aldrich 1893. Dolichopus aurifacies ingår i släktet Dolichopus och familjen styltflugor. Inga underarter finns listade i Catalogue of Life.